# Aternum

Il sistema viario italiano in età antica

Aternum, od Ostia Aterni, è stata una città romana  della Regio IV Samnium. Il suo centro abitato corrisponde alla moderna Pescara, che ne rappresenta l'evoluzione storica. Mantenne il nome Aternum sino intorno all'anno 1000, quando fu sostituito con Piscaria. Terminale orientale della strada consolare Tiburtina Valeria, il suo porto assunse una discreta rilevanza per i collegamenti fra Italia e Dalmazia, ma l'insediamento non raggiunse mai il rango di municipium.

## Storia

### Origini e periodo italico
I primi abitanti del villaggio sulle rive del fiume Pescara erano probabilmente di origine pelasgica; attraversarono il mare Adriatico partendo dalle coste dalmate, e fondarono un primo empòrion, ma furono i Vestini i primi italici a comprendere l'importanza strategica della posizione dell'agglomerato: sono state rinvenute tracce di attività portuale già dal V secolo a.C., riferibili agli scambi dell'abitato del colle del Telegrafo, che sopravviverà fino alla piena età medievale, mentre è dal I secolo a.C. che si insediarono stabilmente nell'area di Pescara Vecchia, dove allestirono un efficiente porto, utilizzato anche dai Marrucini e dai Peligni. Il villaggio ai tempi dei primi contatti con i Romani veniva chiamato Vicus Aterni e successivamente, prendendo il nome dell'omonimo fiume, Aternum; in epoca imperiale si usava indicare Pescara anche con il nome di Ostia Aterni (così riportata sulla Tabula Peutingeriana), proprio per via del ruolo di centro nevralgico delle vie di comunicazione. Infatti, con il nome Ostia Aterni si indicava la foce di un fiume e, nella fattispecie, "foce del fiume Aterno" poiché sia la città sia il fiume erano e sono una porta verso l'interno e Roma.
Dopo la Seconda guerra sannitica, conclusasi con la sconfitta dei Sanniti e dei loro alleati fra cui i Vestini, il territorio pur mantenendo una formale autonomia, passò sotto il controllo della Repubblica romana intorno al 304 a.C.

### Conquista romana
I Vestini, insieme ai Marsi, ai Marrucini e ai Peligni, presero parte a una confederazione contro cui i Romani entrarono in conflitto durante la Seconda guerra sannitica, nel 325 a.C. Proprio l'alleanza dei Vestini con i Sanniti indusse i consoli romani Decimo Giunio Bruto Sceva e Lucio Furio Camillo a porre all'ordine del giorno del Senato la questione di una spedizione punitiva contro di loro. Secondo Tito Livio si trattò di una mossa audace, poiché fino a quel momento i Vestini non avevano minacciato direttamente la Repubblica e anzi una campagna contro di loro avrebbe potuto indurre a una sollevazione; inoltre, un attacco ai Vestini avrebbe probabilmente comportato l'accorrere in loro aiuto dei vicini Marsi, Marrucini e Peligni, una concentrazione di forze pari a quella degli stessi Sanniti.
Roma si risolse comunque ad agire e incaricò della spedizione Bruto, che devastò le campagne degli italici per costringerli a scendere in battaglia in campo aperto; lo scontro fu sanguinoso e anche l'esercito romano subì gravi perdite, ma gli italici furono costretti ad abbandonare i loro accampamenti e a trincerarsi nelle loro cittadelle. Secondo Tito Livio, a quel punto Bruto assediò prima Cutina, che espugnò grazie all'uso di scale, poi Cingilia (entrambe le città dall'incerta collocazione geografica), e alla sua caduta il bottino fu distribuito fra i soldati romani. La facilità con la quale un solo troncone dell'esercito romano (l'altro, affidato a Lucio Furio, era stato inviato contro i Sanniti) sbaragliò i Vestini mostra come la loro fama di grandi combattenti fosse in realtà sproporzionata alla reale efficacia bellica del popolo.
Nel 304 a.C., dopo la grave disfatta subita dagli Equi per opera dei Romani guidati dai consoli Publio Sempronio Sofo e Publio Sulpicio Saverrione, gli italici vicini dei Vestini, i Marsi, Peligni, Marrucini e Frentani, inviarono ambasciatori a Roma per chiedere un'alleanza, che fu loro concessa attraverso un trattato. Con i Vestini invece l'accordo di foedus fu siglato soltanto due anni dopo, nel 302 a.C., a riprova della loro peculiare ostilità nei confronti di Roma. Dopo più di due secoli di alleanza fra i Vestini e Roma, la cittadina finì sotto il diretto controllo romano, insieme a tutti i territori d'Abruzzo e del Molise, nell'88 a.C. in seguito alla guerra sociale: agli inizi del I secolo a.C., i Vestini presero parte alla vasta coalizione di popoli italici che scatenò la guerra per ottenere la concessione della cittadinanza romana più volte negata (91-88 a.C.). L'esercito italico, ripartito in due tronconi - uno sabellico guidato dal marso Quinto Poppedio Silone, l'altro sannitico affidato a Gaio Papio Mutilo - contava contingenti di numerosi popoli; quello vestino era guidato da Gaio Pontidio.
Poppedio, alla testa di Marsi e Vestini, tese un'imboscata vincente nella quale cadde il romano Quinto Servilio Cepione (90 a.C.), ma infine i Vestini vennero battuti separatamente da Gneo Pompeo Strabone, nel quadro della generale vittoria di Roma sui socii ribelli, culminata con la presa di Ascoli da parte di Pompeo.

### La città romana
Dopo la guerra sociale la Lex Julia de civitate, che concedeva la cittadinanza romana a tutti gli italici rimasti fedeli a Roma, fu progressivamente estesa anche ai popoli ribelli, tra i quali i Vestini. I loro territori furono intensamente colonizzati, soprattutto nell'epoca di Silla, e a partire da allora la romanizzazione della regione, e di conseguenza anche di Aternum, si avviò rapidamente a compimento come attesta la rapida scomparsa delle lingue dei popoli italici dalle fonti scritte, sostituite dal latino. In epoca augustea Ostia Aterni farà parte della regio IV Samnium, una delle regioni italiane dell'epoca, e i Vestini saranno inseriti nella tribù Quirina. Con la dominazione romana il piccolo villaggio si andò strutturando in una vera e propria cittadina, raggiungendo nel II secolo il suo massimo sviluppo; furono edificati in quel periodo importanti edifici pubblici e privati, alimentati dal discreto movimento commerciale del porto, e vennero innalzati diversi templi, tra cui quello dedicato a Giove aternio, mentre nella zona del campo Rampigna è stata accertata la presenza di un'estesa necropoli, frequentata fino a tutta la tarda antichità.
Alcune evidenze archeologiche, nella fattispecie il ritrovamento nel XVIII secolo su un muro nella zona Rampigna e in un cortile di Villa De Riseis di frammenti di un'epigrafe, conservati nella biblioteca provinciale di Chieti, testimoniano poi l'esistenza in città del culto della dea Iside. Altri frammenti di un bassorilievo raffigurante la dea egizia sono emersi nei pressi del porto canale, sulla sponda nord. Risale alla prima età imperiale la costruzione del ponte sul fiume, localizzato fra il vecchio ponte ferroviario e il ponte D'Annunzio, che subì un profondo restauro nel II secolo.  Anche la via Valeria, giunta in città nell'anno 49 per volere dell'imperatore Claudio, venne ricostruita in variante, abbandonando il precedente e antico tracciato di fondovalle (che seguiva grossomodo le odierne vie delle Caserme, Aterno, Raiale e, mantenendo la denominazione medievale, via Salara nel territorio di San Giovanni Teatino) per spostarsi su un percorso più rettilineo, che partendo da piazza Unione ricalcava via dei Bastioni, proseguendo verso ovest sull'odierna via Tavo per ricongiungersi al tracciato dell'odierna Tiburtina, di costruzione ottocentesca, nei pressi dell'aeroporto.
Più tarda la costruzione dell'edificio di culto che in età medievale sarà intitolato a Santa Gerusalemme: innalzato nei primi decenni del IV secolo, si presume che l'edificio a pianta centrale fosse un tempio o un'ara dedicato alla divinità Vittoria, particolarmente venerata in età imperiale e tetrarchica, grazie alla presenza nel muro posteriore di un'epigrafe, andata perduta nel XIX secolo, nella quale era ancora chiaramente leggibile: «(vic)TORIAE AUGUSTAE SACRUM». Lo schema a otto nicchie lo rendeva pressoché identico per dimensioni, tipologia e tecniche costruttive al coevo mausoleo di Elena di Roma. Questa nuova costruzione si inserì in un quadro di generale rinnovamento delle infrastrutture della città, come il ponte e il porto, sia per porre rimedio alla scarsa manutenzione del secolo precedente, sia per l'importanza che l'insediamento si trovò ad assumere all'inizio del IV secolo, quando l'imperatore Diocleziano scelse di costruire il suo palazzo a Salona, nell'odierna Spalato.

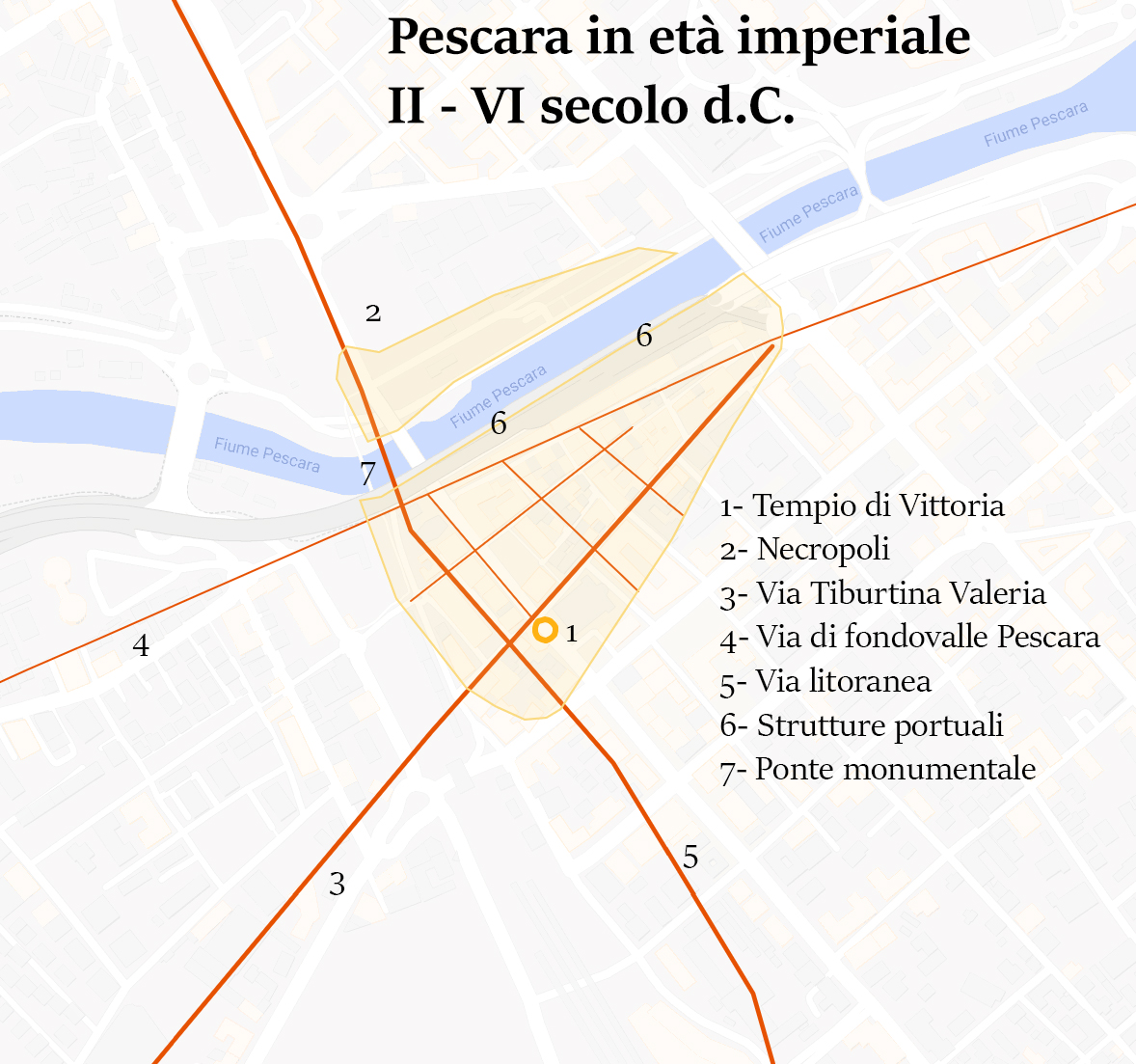
Ricostruzione del centro abitato in epoca imperiale

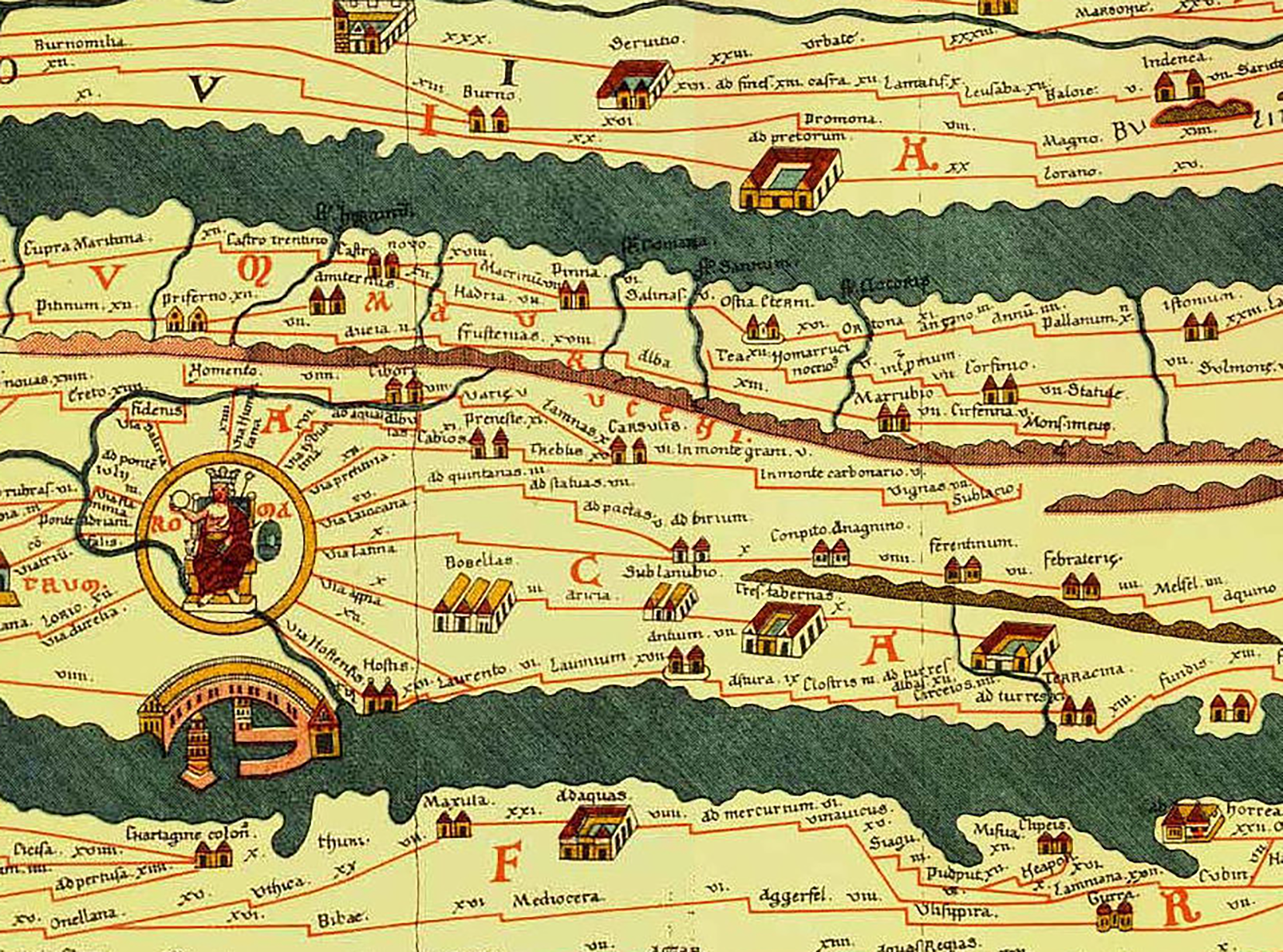
Ostia Aterni nella Tabula Peutingeriana

I collegamenti con la capitale erano garantiti dalla strada consolare Tiburtina Valeria, che tramite il porto fluviale di Aternum, era il principale itinerario fra Roma e Salona. Un diverticolo della via Flaminia, la via Flamina ab Urbe per Picenum Anconam et inde Brundisium, ricalcando grossomodo il percorso dell'odierna SS16 Adriatica, la collegava invece con il Nord Italia. La via litoranea proseguiva anche verso Ortona, virando a sud in corrispondenza delle attuali vie Arnaldo da Brescia e Alento, evitando con un semicerchio le zone paludose della palata, per poi seguire la fascia pedecollinare passando nella zona della Pineta Dannunziana per ricongiungersi al tracciato odierno nella zona meridionale di Pescara fino a Ortona, spostandosi poi verso l'interno in direzione di Lanciano; all'altezza dell'odierna Bussi sul Tirino dalla via Tiburtina Valeria si diramava la via Claudia Nova dirigendosi verso la città di Amiternum, seguendo un percorso non troppo diverso dall'attuale itinerario stradale fra le città di Pescara e L'Aquila percorso dalle SS153 e SS17, mentre da Corfinium si diramava dalla via Tiburtina la via Municia, diretta a Beneventum, il cui percorso è in gran parte seguito dalla SS17.
Nonostante la discreta rilevanza dell'insediamento, Aternum non raggiunse mai lo status di municipium, difatti non sono stati rinvenuti resti archeologici tipici dei centri romani maggiori come anfiteatri, terme e teatri.

### Le invasioni barbariche
Con la caduta dell'Impero romano d'Occidente, anche la storia di Aternum diventa oscura. Fu duramente provata dalle Invasioni barbariche, dalla sanguinosa guerra gotica e infine dall'invasione longobarda: nel 538 la città, presidiata dagli Ostrogoti comandati da un certo Tremone, fu attaccata dal magister militum romeo Iohannes su ordine dello strategos autokrator Belisario che, dopo aspri combattimenti, occupò l'oppidum, poco tempo dopo il primo assedio di Roma durante il tentativo di restaurazione dell'impero dell'imperatore Giustiniano I. I Bizantini, acquartieratisi a Crecchio e Ortona potenziarono le difese e le infrastrutture portuali abruzzesi, incluse quelle di Aternum, che venne cinta da mura spesse 3,03 metri, o 10 piedi romani, circondando ciò che restava dell'abitato fra le odierne via Conte di Ruvo, piazza Unione, la golena sud e via Orazio. Probabilmente risalirebbe a quest'epoca anche la realizzazione del Castellum ad mare i cui resti sono stati rinvenuti sul colle del Telegrafo, luogo peraltro abitato già dal tremila avanti Cristo. Questo castello svolse un ruolo importante, sia a presidio del villaggio ivi presente, sia quale punto di avvistamento e di difesa del sottostante porto di Aternum. Il dominio dei Romani d'Oriente in Italia si rivelò però effimero, con l'inizio dell'invasione longobarda già nell'anno 568.
I Longobardi giunsero in Abruzzo fra il 580 e il 591, e furono Aternum, Ortona e Histonium i centri che resistettero più a lungo agli invasori: i Bizantini avevano infatti predisposto un articolato sistema di difesa, con presidi sulla costa ubicati presso le foci dei fiumi o nelle insenature naturali; questi avevano, inoltre, occupato antiche ville rurali (villae) e stationes (villaggi sorti presso le stazioni cambio dei cavalli, che erano diventati degli snodi commerciali) facendone dei campi trincerati. In questo sistema avevano un ruolo importante anche i centri urbani di Kastron Terentinon (Castrum Truentinum) alla foce del Tronto, Kastron Nobon (Castrum Novum) nella Valle del Tordino, Aternum nella Val Pescara, Anxanum e Kastron Beneren (Vicus Veneris) nella Val di Sangro e Kastron Reunia, nella valle del Trigno, presso la periferia meridionale di Histonium. Lo scopo di questi insediamenti fortificati era quello presidiare e difendere sia le principali foci dei fiumi sia le relative vallate, concentrandosi in particolare nella difesa delle vie Tiburtina Valeria, litoranea e Municia (l'attuale SS17 nel tratto Corfinio-Bojano).
Di conseguenza, disponendo nel Mezzogiorno italiano solo di un limitato esercito, anche i Longobardi si adattarono a una guerra di posizione: per tenersi lontani dalle enclavi bizantine, nonché dai vari presidi fortificati costieri, avevano scelto la via di penetrazione pedemontana, e si andarono stanziando oltre che nelle città anche in quegli abitati, castra, vici, pagi e ville rustiche che erano sopravvissuti alle distruttive guerre con gli Ostrogoti. I Longobardi inoltre, spesso rioccupavano dei centri abitati abbandonati operando uno spoglio delle rovine romane per riadattarli alle loro esigenze, e li abitavano di nuovo. In un primo momento i Bizantini riuscirono a fermare i Longobardi lungo il confine naturale costituito dal fiume Tronto, potendo contare sul campo fortificato di Castrum Truentinum e su altri centri fortificati posti nell'interno, come Castrum Aprutentium (l'odierna Teramo, un tempo municipium noto come Interamnia Praetuttiorum, ma a quell'epoca ridotto a semplice castrum), Campli e Ancarano. I Longobardi fronteggiavano il nemico, e si erano insediati a Castel Trosino, Sant'Egidio alla Vibrata e Civitella del Tronto, occupando inoltre Leofara e Valle Castellana. I tentativi di occupazione avvenivano simultaneamente da nord dal Ducato di Spoleto, guidati dal condottiero Faroaldo I, e da sud dal Ducato di Benevento, agli ordini di Zottone, spingendo i Bizantini ad articolare una linea di difesa anche nella Marsica presso il lago del Fucino.
Il sistema difensivo bizantino entrò in crisi già dal 580, con la caduta di Castrum Truentinum, seguita poco dopo anche da Castrum Novum. I Bizantini, costretti ad arretrare, costituirono un'altra linea difensiva attestata su Pinna, Lauretum (di recente fondazione, nell'odierna frazione Colle Fiorano di Loreto Aprutino), Cappelle sul Tavo, Angulum e Statio ad Salinas (l'odierno quartiere Villa Carmine di Montesilvano). Il caposaldo difensivo meridionale era Castrum Kephalia (l'odierna Cepagatti, ove fortificarono una grande villa rustica). Sempre a sud, i Bizantini mantennero fino al 595 d.C. i loro presidi presso la Marsica, Ortona e Crecchio.
Con la caduta di Venafrum e delle aree interne del Molise nel 595, i Longobardi ebbero la meglio sulla linea difensiva della via Tiburtina Valeria dilagando negli altopiani abruzzesi, e presto vennero meno le regioni della Marsica e della Conca aquilana, con le città di Amiternum, Aufinum, Aveia, Alba Fucens, Peltuinum, Marruvium, Carsioli e Castrum Caelene, devastate dai metodi di conquista brutali e immediati. Nel mentre anche i Longobardi provenienti dal Ducato di Spoleto consolidarono le loro conquiste nei territori a nord di Aternum: Hadria, Angulum e Lauretum. La conquista longobarda fu portata a termine con una progressiva penetrazione, prima nel teramano per opera dei germani del Ducato di Spoleto, e successivamente nell'aquilano e nel chietino, grazie all'avanzata dei Longobardi di Benevento, che aggirarono le difese bizantine della Conca peligna lungo la Tiburtina e penetrarono da Pacentro attraverso Guado San Leonardo, conquistando Caramanico Terme, Roccamorice, Bolognano, Musellaro di Bolognano, San Valentino in Abruzzo Citeriore e tutta la valle dell'Orta, per ricongiungersi infine nella Val Pescara presso Pagus Fabianus con i Longobardi di Spoleto, provenienti dalla via Claudia Nova.
I barbari si attestarono anche nell'interno del chietino e nella vallata della Maiella orientale, e ancora nel ventunesimo secolo se ne riscontrano molti toponimi. Tracce dell'insediamento longobardo sono state inoltre rilevate a Caramanico, Bolognano, Musellaro, Roccamorice, San Valentino, Manoppello, Serramonacesca, Tocco da Casauria, Scafa, Pescosansonesco, Rosciano (Piano della Fara), Civitaquana (colle Scurcola), Alanno (colle della Sala) e Spoltore. Gli eserciti longobardi si attestarono dunque sul versante orientale della Maiella, fronteggiando i Bizantini di Anxanum, Crecchio, Canosa Sannita, Vacri, Bucchianico e Teate. Sul versante settentrionale della montagna, gli invasori consolidarono le loro posizioni su entrambe le rive del fiume Pescara. Il processo di occupazione del territorio fu però lento, dilatandosi per decenni, e la costa teatina, Aternum compresa, restò ancora per diverso tempo sotto il controllo bizantino. Nei centri conquistati dai Germani si avviò un progressivo stravolgimento dell'assetto antico, come per esempio l'abbandono e la rovina di tutte le infrastrutture cittadine ancora superstiti e l'inserimento di sepolture in settori abbandonati del tessuto urbano, sia nelle aree interne come ad Amiternum e Marruvium, sia nell'Abruzzo adriatico, come a Castrum Truentinum, Castrum Novum, Pinna, Interamnia e Teate.
Restarono ai Romani d'Oriente i presidi lungo la costa: Aternum, Ortona, Vicus Veneris e Histonium, che continuarono a resistere fino alla metà del VII secolo conservando generalmente un assetto ancora in qualche modo ispirato a quello antico, pur in presenza di consistenti fenomeni di ristrutturazione. Aternum cadde, infine, negli ultimi anni del VI secolo,  ma l'insediamento resterà conteso fra i Bizantini dell'esarcato di Ravenna e i Longobardi fino alla metà del VII secolo. L'occupazione della costa teatina si concluse definitivamente solo in seguito alla fallita impresa bellica del 663 dell'imperatore Costante II il quale, dopo essere sbarcato in Italia e aver espugnato Barium, decise di attaccare il Ducato di Benevento (che era rimasto sguarnito in quanto il duca Grimoaldo, divenuto re dei Longobardi, si era recato a Ticinum con il suo esercito per prendere possesso del regno e per difenderlo da una contemporanea invasione franca da nord, facendo duca di Benevento suo figlio Romualdo). Grimoaldo, respinti i Franchi, accorse dal Nord con il suo esercito di 30 000 uomini con cui sconfisse i Romani e impedì all'imperatore Costante II la sicura conquista di tutto il ducato. Questa circostanza fece sì che al ritorno della vittoriosa spedizione contro l'imperatore, il re longobardo espugnasse quasi senza combattere le varie enclavi bizantine lungo la costa teatina. I Longobardi procedettero quindi a una rioccupazione sistematica di quelli che erano stati i capisaldi della presenza bizantina sul territorio, e divisero la regione abruzzese in sette gastaldati: Marsica, Valva, Amiternum, Forcona, Aprutium, Pinna e Histonium.
Il dominio dei barbari fu molto duro, animato da spirito di conquista e saccheggio, come testimoniato da tracce archeologiche di un grande incendio in città in seguito alla sua caduta e come narrato nella Passio (cioè la leggenda del martirio) di san Cetteo: Aternum fu affidata al governo di due soldati longobardi, Alais (o Alagiso) e Umblo (o Umblone), che la vessarono con soprusi e omicidi; a loro, infatti, è attribuito l'assassinio di Cetteo, diventato poi patrono di Pescara e vescovo dell'allora cittadina: accusato dai Longobardi, di fede ariana, di essere complice di un complotto dei Bizantini niceni volto alla riconquista di Aterno, egli fu fatto precipitare dal ponte marmoreo con una pietra legata al collo (13 giugno 597). Si hanno scarsissime notizie dei secoli successivi in cui l'insediamento, notevolmente spopolato e con tutte le infrastrutture urbane in rovina, visse un periodo di grande decadenza come la maggior parte delle città della regione e come suggerito da alcune evidenze archeologiche che hanno dimostrato un ritorno a capanne e case in legno e argilla cruda, e l'abbandono di ampie porzioni del centro abitato; la città riemerse nel XI secolo, con il nuovo nome di Piscaria.

## Resti archeologici
A causa delle numerose distruzioni e rivoluzioni urbanistiche subite dalla città nel corso della sua storia, non esistono numerosi rinvenimenti archeologici del periodo antico.
L'area urbana era costituita inizialmente da un insieme di case edificate a nord del fiume dai coloni Vestini e a sud dai coloni Marrucini e Frentani; in seguito all'integrazione nello Stato romano, il villaggio divenne rapidamente strategico per l'incrocio dei traffici commerciali marittimi, fluviali e terrestri lungo la via Tiburtina Valeria. Un'antica via di fondovalle, poi diventata via Aterno e via delle Caserme, incrociava il tracciato litoraneo ad angolo retto per poi costeggiare il fiume lungo l'area poi occupata dalle caserme borboniche e giungeva al porto. La via Claudia Valeria invece, dopo aver intersecato via delle Caserme nella zona di piazza Unione, proseguiva verso ovest lungo l'attuale via dei Bastioni e via Tavo. Lo sviluppo edilizio durante il governo romano del I secolo a.C. si concentrò in particolare intorno a questi due assi viari, formando la caratteristica pianta a triangolo allungato mantenuta dalla zona, e vi vennero eretti templi, necropoli, taverne, edifici rustici, empori, magazzini portuali e un faro di controllo, facendo raggiungere all'insediamento un certo livello di importanza, mantenuto anche nel primo Medioevo, al pari di Ortona e Histonium. L'importanza della città è testimoniata dalle sculture e dalle ceramiche rinvenute, ma anche dai resti architettonici, come il mosaico della golena sud, parzialmente distrutto nel VI secolo dai Bizantini che edificarono in quel punto le mura. Il mosaico presentava un motivo decorativo a pelte ed emblema centrale, mentre in via delle Fornaci e nella zona di San Silvestro sono state rinvenute tracce di due fontane, a forma di impianto circolare con vasche risalenti all'epoca tardo medievale. Posta su una struttura in pietra arenaria più antica, una potrebbe essere identificata come la Fonte Borea, la cui esistenza era accertata su colle del Telegrafo, mentre l'altra è detta Fonte Locca, posta lungo la strada per contrada San Silvestro. Questa fontana, risalente al XVII secolo, fu restaurata nel 1819 e nel 1930.
In via Arapietra sono stati trovati dei dolii riferibili a una fattoria romana, altre tracce sono state trovate negli scavi del 1990-2002 presso la riva sud del Pescara, nell'area golenale delle caserme, evidenziando la presenza di magazzini e taverne del II secolo d.C. e resti romani all'angolo di via Corfinio con via delle Caserme; ulteriori resti antichi e altomedievali, nel ventunesimo secolo in vista, sono stati rinvenuti scavando in corso Manthoné, così come è stato riportato alla luce, e reso visibile mediante teca di vetro un pavimento in opus spicatum presso il ristorante "Taverna 58" in corso Manthoné. Grandi blocchi in pietra calcarea, successivamente reinterrati, sono stati scoperti nel 2001 dall'archeologo Andrea Staffa, testimoni della presenza di una struttura fortificata all'altezza del ponte D'Annunzio, all'incrocio con via delle Caserme.
Aternum conobbe il massimo sviluppo sotto l'impero di Diocleziano, come dimostrano i vasi in sigillata africana e altre ceramiche che attestano traffici commerciali verso la Dalmazia e Salona. In quegli anni fu restaurato anche il ponte romano, che collegò per secoli, sino al 1703, le due sponde del fiume. Crollato per la mancanza di restauri, del ponte restano parti della testata, all'incrocio tra lungaterno sud e via Orazio, dove secoli dopo sorgerà il bastione Sant'Antonio della fortezza spagnola.
Lungo viale D'Annunzio, di fronte alla cattedrale di San Cetteo, sono stati riportati alla luce due basi di colonne cilindriche in opera cementizia, databili al IV secolo d.C. Sono colonne di un edificio a pianta circolare, dedicato alla dea Vittoria, successivamente nel V secolo divenuta sinagoga ebraica, e poi chiesa cristiana dedicata a Santa Maria di Gerusalemme, che scomparirà definitivamente nel XIII secolo.

### Chiesa di Santa Gerusalemme

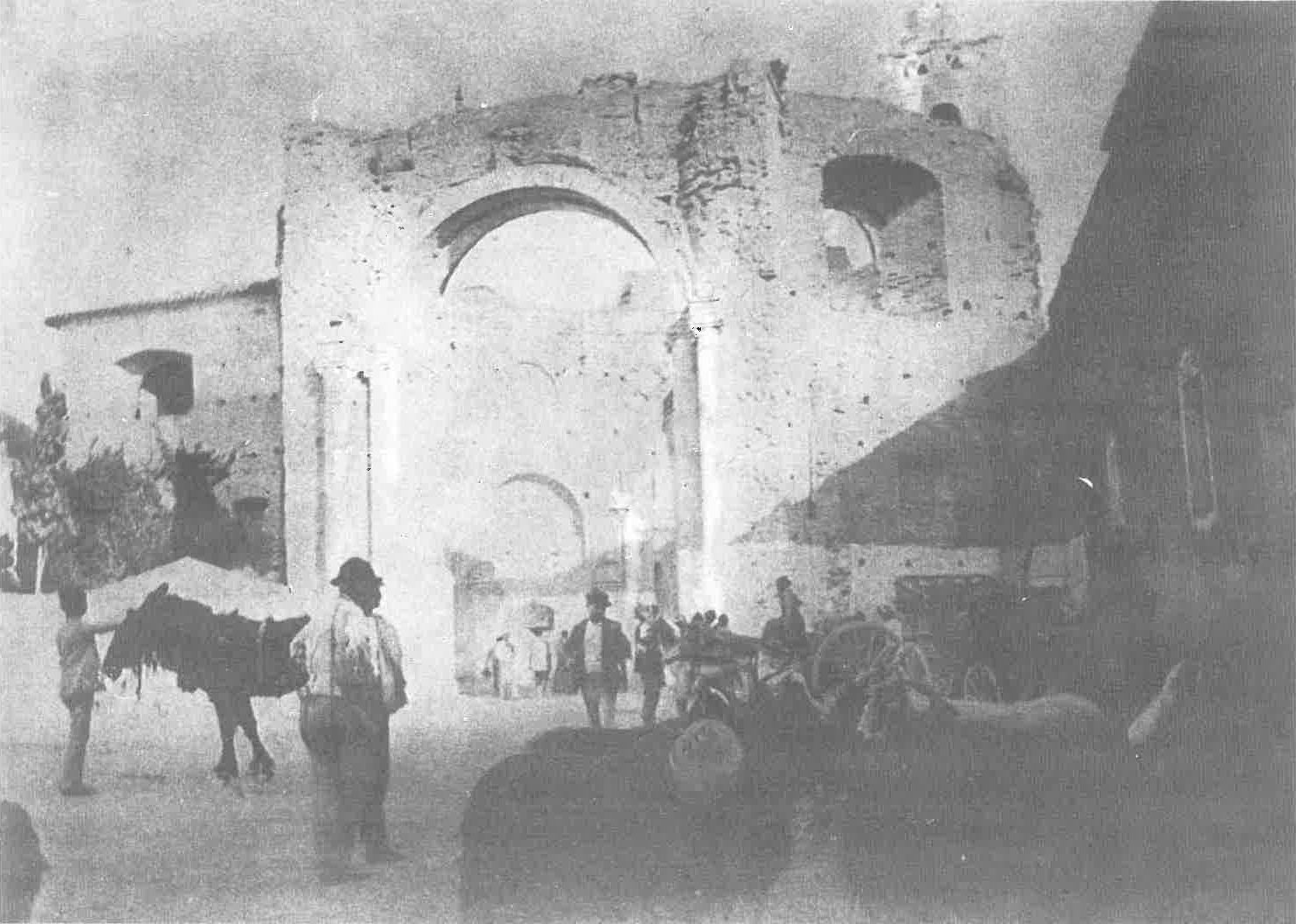
La chiesa di Santa Gerusalemme, già parzialmente demolita, a fine '800

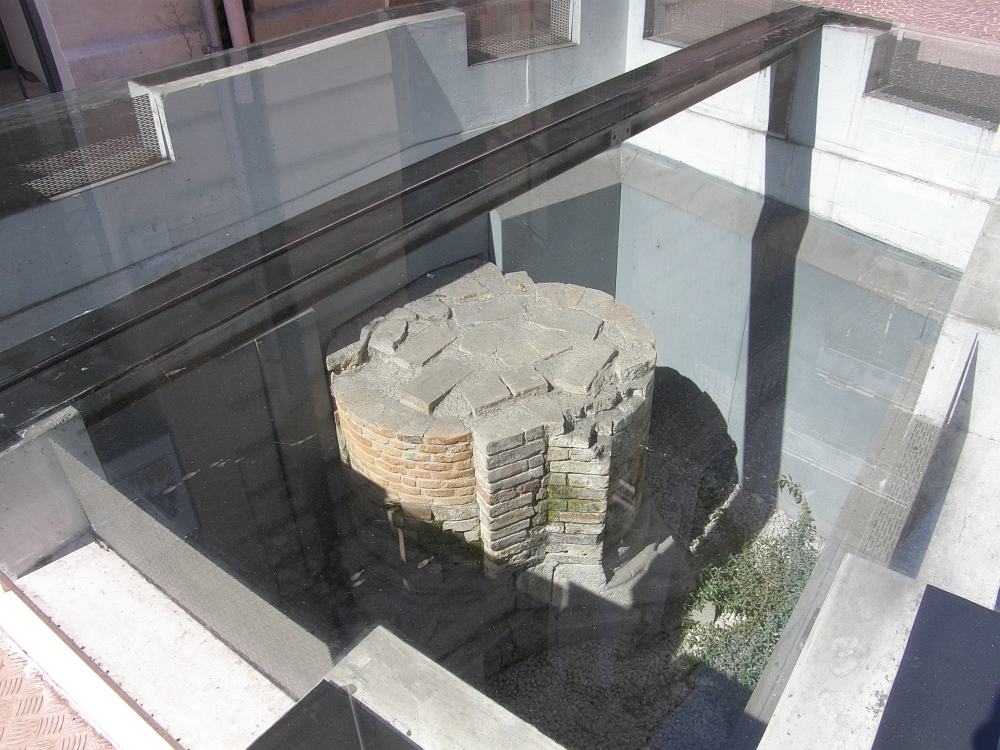
Resti di una delle colonne della chiesa di Santa Gerusalemme in viale D'Annunzio

La notizia di un insediamento ebraico ad Aternum sembra dedursi da una leggenda che ha per protagonisti negativi alcuni ebrei. Essa narra che, la vigilia del Giovedì santo del 1062 dieci ebrei, entrati nella sinagoga, spalmarono di cera una vecchia tavola e, dopo avervi disegnato una croce e i contorni di un corpo, lo trafissero con spine, con frecce e con una lancia. Tornati l'indomani nella sinagoga, videro la tavola bagnata di sangue, che colava anche a terra e si raggrumava con la polvere. Presi dal terrore, raccolsero il sangue e il terriccio in un'ampolla e la nascosero. Circa tre anni dopo, per dissidi sorti fra due degli autori della profanazione, questa fu divulgata e ne fu informato il conte di Chieti, Trasmondo. Sotto tortura, i colpevoli riferirono quello che era accaduto: il conte ordinò quindi di ritrovare gli oggetti legati all'evento, che furono deposti solennemente nella chiesa di san Salvatore di Pescara. La sinagoga fu trasformata in chiesa, sotto il titolo di Santa Gerusalemme, e dodici ebrei abiurarono il giudaismo e accolsero la fede cristiana.
Il racconto contiene l'armamentario tipico delle leggende della Passione, compilate con finalità edificanti o chiaramente antigiudaiche. Quanto alla chiesa di Santa Gerusalemme, essa si è conservata sino al XVIII secolo. Il complesso, a pianta circolare con cupola, ormai fatiscente fu demolito alla fine dell'Ottocento. Si ritiene che le sue strutture originali non fossero quelle di una sinagoga, ma di un edificio romano, forse religioso, databile ai primi decenni del IV secolo. Poiché tali strutture evocavano fortemente quelle della chiesa del Santo Sepolcro di Gerusalemme, esse furono nell'XI secolo trasformate in chiesa dedicata appunto alla Santa Gerusalemme. Non erano nuovi in quel periodo racconti e leggende che attribuivano gravi misfatti agli ebrei, come nel caso di Rodolfo il Glabro, che attribuì esplicitamente a un complotto ebraico la demolizione della chiesa del Santo Sepolcro ordinata nel 1009 dal califfo dell'Egitto abbàside al-Hakim; inoltre, in quel tempo i pellegrinaggi cristiani alla città santa erano sovente aggrediti dai predoni arabi, e non è improbabile che anche l'origine delle aggressioni fosse confusamente attribuita agli ebrei. È possibile che da tali voci sia sorta l'idea di un'azione violenta contro gli ebrei di Aternum e, a ricordo, la trasformazione di un'antica struttura in chiesa dedicata alla Passione del Signore e alla Santa Gerusalemme.
La chiesa, edificata lungo il tratto urbano della via Claudia Valeria, ripercorso da via dei Bastioni, si trovava nell'attuale piazza San Cetteo di fronte all'omonima cattedrale. In zona (all'incrocio fra via delle Caserme e via Petronio) vi era un presidio dei cavalieri templari, un ospedale con grancia. Si pensa che nel XII secolo fosse stato scelto questo impianto nel restauro della struttura per via del riavvio di contatti culturali con la terra santa, fattosi intenso all'epoca delle crociate, e della presenza templare, ben documentata anche a Pescara e nelle zone circostanti abruzzesi, come ad esempio nell'anno 1308. In seguito al fallimento di diversi tentativi di recupero della struttura, e probabilmente senza che le autorità cittadine del tempo avessero consapevolezza del grande valore storico del manufatto, la chiesa di Santa Gerusalemme venne sbrigativamente demolita fra XIX e XX secolo: dapprima la grande cappella di fronte all'ingresso nel 1871, poi la rotonda centrale nel 1892 e infine nel 1902 il vano est, con l'adiacente torre campanaria. Fu così, in un clima di ignoranza e superficialità, che andò perduto l'ultimo resto monumentale della città romana di Aterno.
I resti della chiesa furono riscoperti nel 1990: gli scavi hanno messo in luce parte del muro circolare perimetrale dell'edificio, formato da muratura mista di mattoni e pietre rettangolari, nonché alcuni basamenti di pilastri trilobati in laterizio, riferibili a un colonnato interno, fra cui le due colonne esposte su strada. La struttura, nota da una pianta ottocentesca, presentava un diametro di 18 metri con un vano circolare interno di 7 metri e nobile articolazione degli alzati, con pianta circolare, atrio a forcipe e ambienti vicini a pianta quadrangolare, schema riferibile a una tipologia di edifici tardoimperiali a pianta centrale (IV secolo) di cui Santa Gerusalemme costituisce uno dei pochi esempi noti sul versante adriatico della penisola. Sino al secolo scorso, nel muro posteriore dell'edificio si conservava un'epigrafe romana, perduta, [VIC]TORIAE AUGUSTAE SACRUM, forse pertinente al monumento e relativa alla divinità della Vittoria. L'edificio dal XIV secolo sino al suo abbandono nel XVII secolo venne ad avere le funzioni di chiesa curata di Pescara, poi passate all'antistante cattedrale, di cui rappresenta l'illustre antecedente storico. Le basi delle poche colonne superstiti, al di sotto di alcuni metri rispetto al piano stradale, furono rinvenute nel 1990, e da allora sono custodite sul posto in teche di vetro, ai civici 8, 10 e 12 di viale Gabriele D'Annunzio, esattamente di fronte alla cattedrale di San Cetteo.

### Mosaico della golena sud

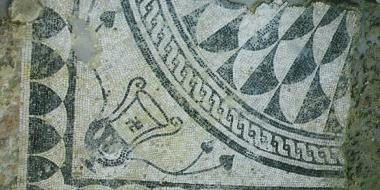
Il mosaico rinvenuto sulla golena sud

Tra il 2000 e il 2001, nella zona immediatamente retrostante il Museo delle Genti d'Abruzzo, vennero rinvenuti i resti delle fortificazioni bizantine della città risalenti al V secolo e di un complesso più antico del II secondo secolo con una pregevole pavimentazione a mosaico, composta da due elementi distinti con diversi tipi di decorazioni: il primo, di impianto quadrato, era molto probabilmente costruito intorno a un emblema centrale composto da una fascia di pelte nere bordanti un clipeo con motivo a squame con quattro kantharoi agli angoli del riquadro (di cui solo uno è visibile nel frammento conservato) decorati con svastiche e tralci con alle estremità punte di lancia; il secondo elemento decorativo presenta un motivo diverso, con gruppi di quattro pelte disposte in modo da definire un tessuto di quadrati allineati tra loro e orientati a 45° rispetto al primo elemento decorativo, analogamente a quanto riscontrato in mosaici coevi rinvenuti a Suasa. Non è chiaro se i due elementi del mosaico siano attribuibili a un'unica fase costruttiva, tuttavia studi archeologici confermano che almeno in una fase della storia dell'impianto, probabilmente non quella originaria, i due elementi a mosaico costituissero la pavimentazione di un unico vano.
Questo tipo di elementi decorativi ha consentito di datare con precisione la realizzazione del mosaico tra le età adrianea e antonina, presentando evidenti analogie con un mosaico rinvenuto in una villa romana a Settecamini e con un altro mosaico rinvenuto nell'area del Palazzo di giustizia di Ascoli Piceno con una testa di Medusa al centro del clipeo.
Le indagini archeologiche svolte sui resti dell'edificio ospitante il mosaico, che hanno permesso di datare la sua realizzazione al II secolo riscontrandone una lunga frequentazione senza sostanziali modifiche almeno fino al V secolo, hanno portato alla formulazione di ipotesi sulla sua destinazione di uso quale edificio pubblico, probabilmente legato alle vicine strutture portuali e ospitante i collegi e corporazioni di mercanti, imprenditori e armatori.
Fu ricoperto sotto uno strato di sabbia di tre metri poco dopo il ritrovamento; nel 2021 furono proposti dal comune lavori di distacco del mosaico dalla sua sede per una sua ricollocazione presso i locali dell'adiacente Museo delle genti d'Abruzzo, tuttavia anche a causa di difficoltà tecniche e finanziarie, non vennero mai avviati, e il mosaico resta protetto ma non fruibile al di sotto del piano stradale del parcheggio golenale.